# Димонце
Димонце (мкд. Димонце) је насеље у Северној Македонији, у северном делу државе. Димонце је у оквиру општине Кратово.

## Географија
Димонце је смештено у северном делу Северне Македоније. Од најближег града, Куманова, село је удаљено 30 km источно.
Село Димонце се налази у историјској области Средорек. Насеље је положено у долини Криве реке, на приближно 410 метара надморске висине. Источно од насеља издиже се побрђе Видим.
Месна клима је умерено континентална.

## Становништво
Димонце је према последњем попису из 2002. године имало 51 становника. Од тога огромну већину чине етнички Македонци.
Претежна вероисповест месног становништва је православље.